# Tűztorony (Veszprém)
A veszprémi Tűztorony (korábbi nevén Vigyázótorony) egyike Veszprém jelképeinek és legrégibb épületeinek.
A vár déli végében elhelyezkedő 48 méter magas torony középkori eredetű. Alsó, hengeres része egy, a 13. században (feltehetőleg IV. Béla uralkodása idején) épített vártorony részét képezte. Az épület túlélte a török időket; 1703-ban, amikor I. Lipót császár parancsot adott a magyarországi erődítmények lerombolására, csak azért menekült meg, mert ekkor már – és a későbbiekben folyamatosan – tűzvédelmi célokat szolgált.
A torony tetejéről egész Veszprémet szemmel lehetett tartani. Ez igen fontos volt a szeles városban, ahol nagy volt az esélye, hogy egy fellobbanó tűz pillanatok alatt tovaterjedjen. A védelem hatékonyságát később azzal is sikerült fokozni, hogy 1814-ben a Tűztorony szomszédságában épült meg a Fecskendőház, amelyben – mint neve is mutatja – Veszprém tűzoltósága kapott helyet.
1810-ben a tornyot egy földrengés súlyosan megrongálta. Az ezt követő négy évben Tumler Henrik építőmester a felső részt copf stílusban építette újjá. A Tűztorony külseje azóta nem változott számottevően. Csúcsán Magyarország címere kapott helyet, amelyet az 1950-80-as években vörös csillagra cserélték, de az eredeti díszt megőrizték, és 1989 közepén visszatették a toronyra. Egyébként 1956. októberétől egy ideig egy nemzetiszínű lobogó helyettesítette a lefűrészelt korábbi, pirosüveg-berakásos csillagot, ennek a helyére szerelték fel az 1989-ben leszerelt második csillagot. 
A Tűztorony erkélyéről az egész belváros belátható. Órája negyedóránként jelez, minden egész órában pedig Csermák Antal György veszprémi zeneszerző verbunkosát játssza.